# JavaOne
JavaOne – coroczna konferencja organizowana od 1996 w San Francisco i poświęcona platformie Java.
Impreza początkowo była organizowana przez Sun Microsystems, a od edycji 2010 przez Oracle
Edycja 2014 ma odbyć się w dniach 28 sierpnia - 2 października.